# Narcisse-Achille de Salvandy
Narcisse-Achille de Salvandy (11 de junio de 1795 – 16 de diciembre de 1856) fue un político, diplomático, escritor e historiador francés.

Nació en Condom en el departamento de Gers en el seno de una familia pobre de origen irlandés. Se alistó en el ejército en 1813, y en los siguientes años fue jefe militar de la casa real bajo Luis XVIII. Su panfleto patriota La Coalition et la France (1816) atrajo la atención de Élie Decazes, político moderado y primer ministro de 1819 a 1820, quien lo empleó para difundir sus ideas en la prensa, y entrar en conflicto ideológico con Jean-Baptiste de Villèle, ultramonárquico) y primer ministro de 1821 a 1828.
Bajo la Monarquía de Julio ocupó un puesto en la Cámara de los Diputados de 1830 hasta 1848, dando su apoyo al partido conservador. Fue Ministro de Educación en el gabinete de Louis-Mathieu Molé (1837-1839), y nuevamente en 1845. Fue superintendente del reconstituido Consejo de Educación, de la fundación de la Escuela francesa de Atenas y de la restauración del École des Chartres.
Entre 1841 y 1842 ejerció como embajador en Madrid, donde su actuación generó un conflicto diplomático con el gobierno español de Espartero, y en Turín entre 1842 y 1843. Así mismo llegó a ser miembro de la Academia Francesa, duodécimo ocupante del asiento número 1, en 1835. Bajo el Segundo Imperio Francés no tomó parte en política, y murió en Graveron-Sémerville en el departamento de Eure en 1856.